# Yang Hyo-jin
Yang Hyo-Jin (koreanska: 양효진, Hanja: 梁孝眞), född 14 december 1989 i Busan, är en sydkoreansk professionell damvolleybollspelare. Sedan 2007 spelar hon sin klubblagshandboll för Suwon Hyundai Engineering & Construction Hillstate i sydkoreanska V-League. På landslagsnivå spelar hon sedan 2008 för Sydkoreas damlandslag i volleyboll, med vilka hon tagit guld och silver i Asiatiska spelen samt nått semifinal i Olympiska sommarspelen i London 2012 och i Tokyo 2021. Yang Hyo-Jins position är center, och hon spelar med nummer 14 på tröjan. Hon är 190 cm lång och har flera gånger blivit utsedd till V-Leagues bästa blockare. Den 3 februari 2019 i en seriematch mellan Suwon och Daejeon KGC gjorde Yang Hyo-Jin sin totalt femtusende poäng i V-League.  

## Klubblagskarriär
Suwon Hyundai Engineering & Construction Hillstate (2007-)
- V-League

Vinnare (2): 2010−11, 2015–16
- KOVO Cup

Vinnare (4): 2006, 2014, 2019, 2021

## Landslagskarriär
Sydkoreas damlandslag i volleyboll (2008-)
- Asiatiska spelen 2014 i Incheon:  Guld
- Asiatiska spelen 2010 i Guangzhou:  Silver
- Olympiska sommarspelen 2012 i London: 4:a
- Olympiska sommarspelen 2016 i Rio de Janeiro: 5:a
- Olympiska sommarspelen 2020 i Tokyo: 4:a